# Monuments et sites de Paris

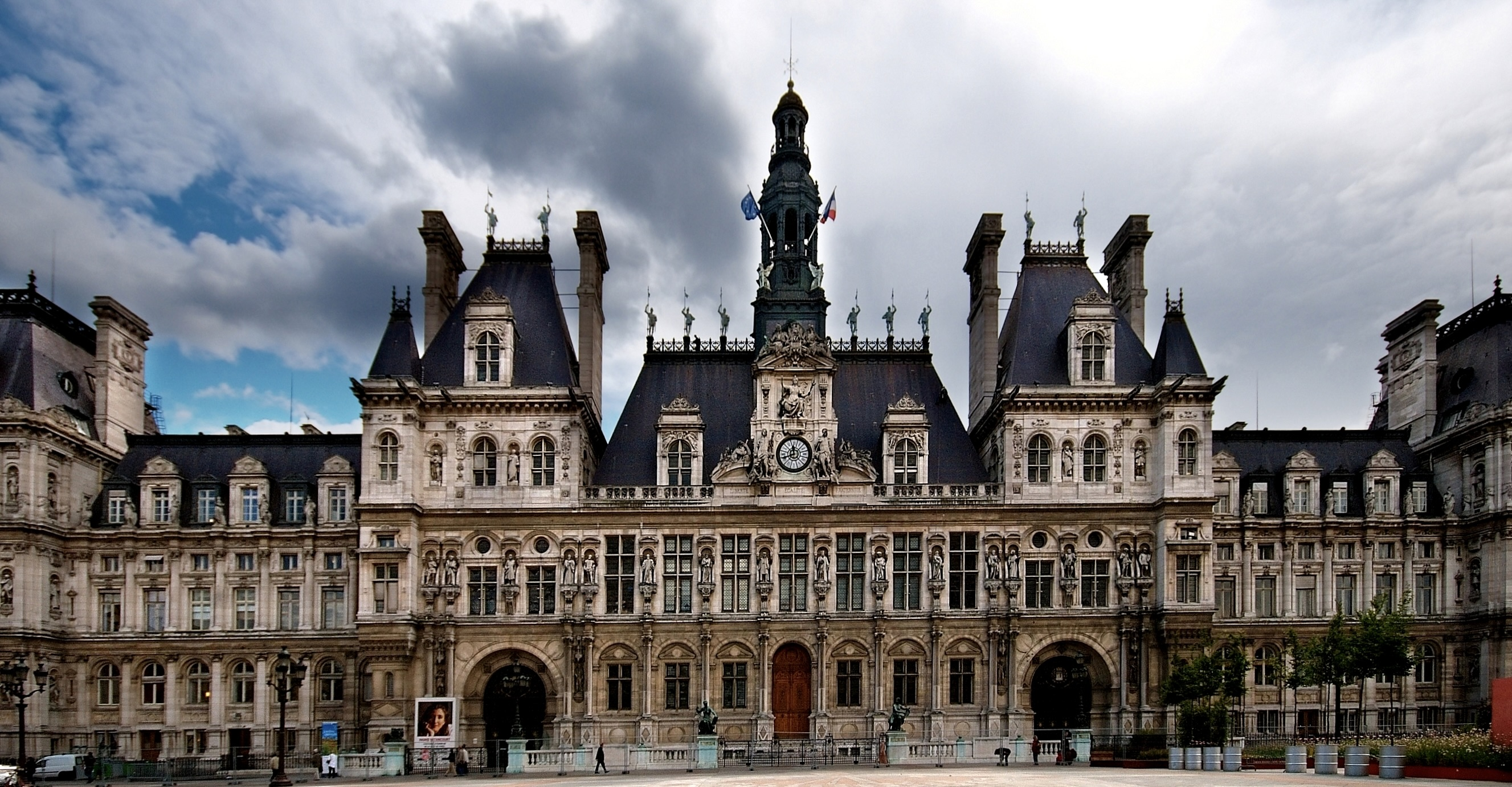
Hôtel de Ville.

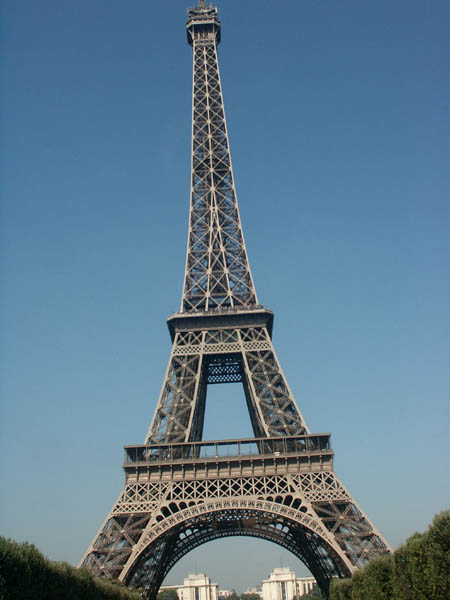
Tour Eiffel.

Cet article recense les monuments et sites de Paris.

## Monuments commémoratifs, honorifiques ou décoratifs

### Arcs et arches
- Arc de triomphe du Carrousel
- Arc de triomphe de l'Étoile
- Arche de la Défense
- Porte Saint-Denis
- Porte Saint-Martin

### Colonnes et obélisques
- Colonne Médicis
- Colonne de Juillet, place de la Bastille
- Colonne Vendôme, place Vendôme
- Obélisque de Louxor, place de la Concorde
- Barrière du Trône, avenue du Trône

### Fontaines célèbres

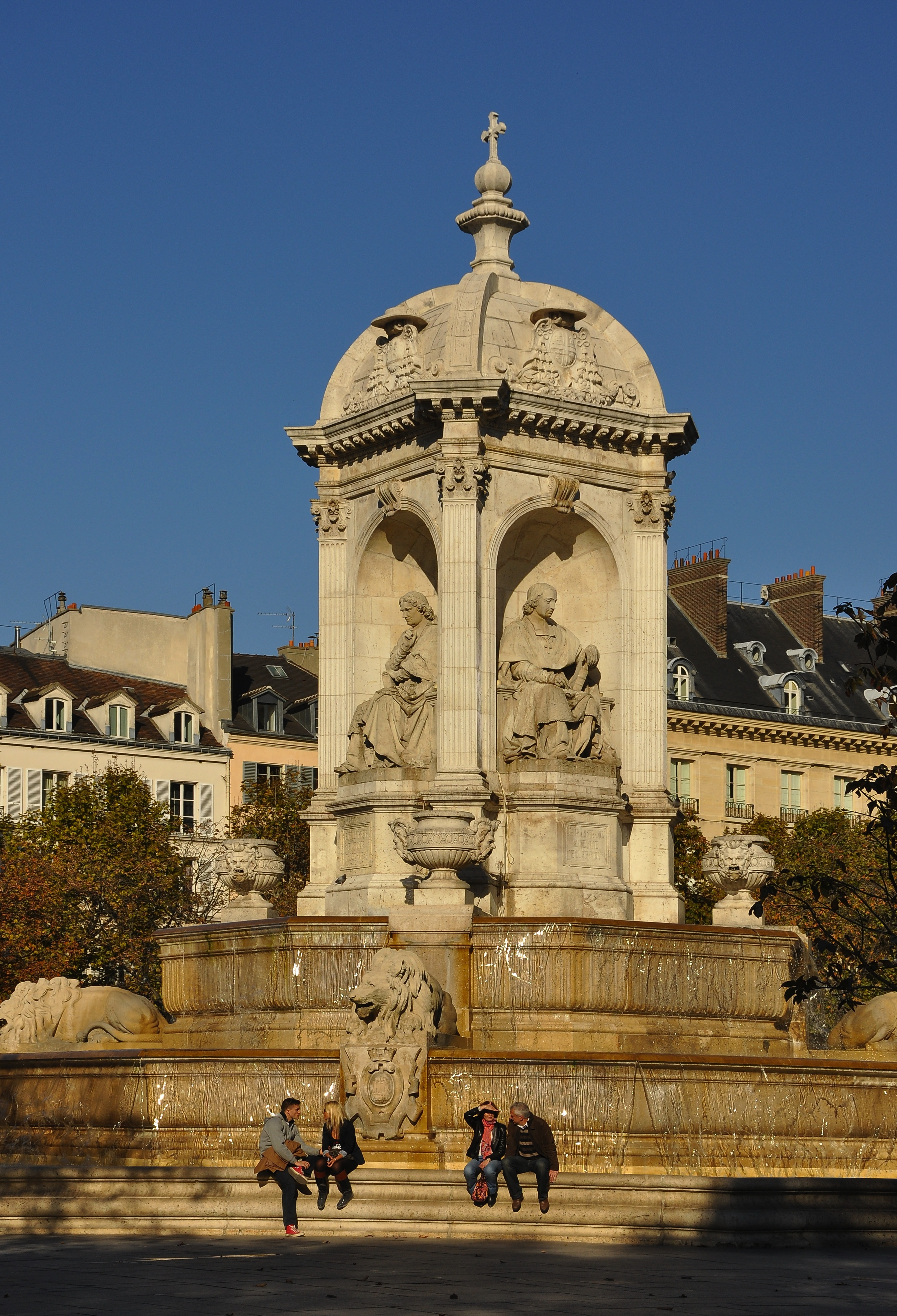
Fontaine Saint-Sulpice.

- Fontaine des Innocents, square des Innocents, Paris 1er
- Fontaine du Palmier (ou fontaine de la Victoire), place du Châtelet, Paris 1er
- Fontaine Stravinsky, à proximité du centre Beaubourg, Paris 3e
- Fontaine Saint-Michel, place Saint-Michel, Paris 6e
- Fontaine Saint-Sulpice, place Saint-Sulpice, Paris 6e
- Fontaine Médicis, jardin du Luxembourg, Paris 6e
- Fontaine l'Embâcle, place du Québec, Paris 6e
- Fontaine des Quatre-Parties-du-Monde, Paris 6e
- Fontaine des Quatre-Saisons, rue de Grenelle, Paris 7e
- Fontaine des Fleuves et Fontaine des Mers, place de la Concorde, Paris 8e

### Statues remarquables
- La statue équestre d'Henri IV, sur le Pont Neuf
- La statue équestre de Louis XIII, place des Vosges
- La statue équestre de Louis XIV, place des Victoires
- Le Monument à la République, place de la République
- Le Triomphe de la République, place de la Nation
- Les Chevaux de Marly, place de la Concorde
- Le Lion de Belfort, place Denfert-Rochereau
- Le Monument au maréchal Moncey, place de Clichy
- La statue de Balzac par Rodin, place Pablo-Picasso
- Le modèle original de la statue de la Liberté sur l'île aux Cygnes et dans le jardin du Luxembourg

## Édifices remarquables

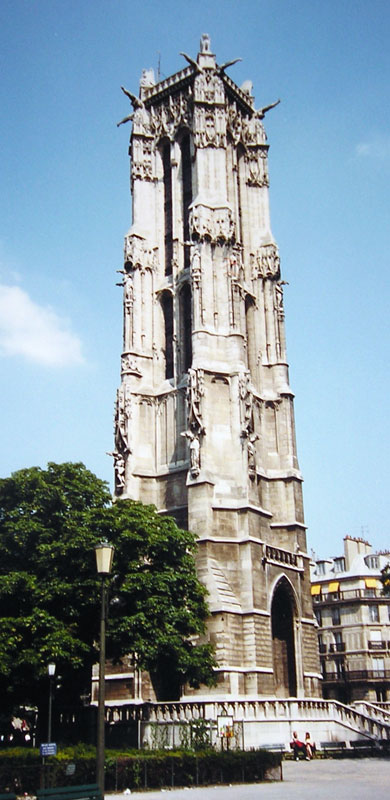
Tour Saint-Jacques.

### Palais et bâtiments officiels
- Conciergerie, Paris 1er, ancienne résidence royale du Xe au XIVe siècle, devenue prison d'État. La reine Marie-Antoinette d'Autriche, épouse du roi Louis XVI de France y a été emprisonnée.
- Palais de Justice, Paris 1er, siège du parquet de Paris.
- Palais-Royal, Paris 1er, palais regroupant diverses institutions tels que le Conseil constitutionnel ou encore le ministère de la Culture et de la Communication.
- Palais Brongniart, Paris 2e, ancien siège de la Bourse de Paris, devenu centre de conférences. Elle accueille de même l'École européenne des métiers de l'Internet.
- Hôtel de Soubise, Paris 4e, siège des Archives nationale.
- Hôtel de Ville, Paris 4e, siège de la mairie de Paris.
- Hôtel de Sens, Paris 4e
- Panthéon, Paris 5e, où sont enterrés les grandes personnalités qui ont contribué à la grandeur de la France comme Victor Hugo, Jean Jaurès, Jean Moulin, ou encore Pierre et Marie Curie.
- Institut de France, Paris 6e, siège de l'Académie française et de sa bibliothèque Mazarine.
- Palais du Luxembourg, Paris 6e, siège du Sénat. Le Petit Luxembourg, résidence officielle du président du Sénat, est contigu au palais du Luxembourg, mais ne se visite guère.
- Palais de la Légion d'honneur, Paris 7e
- Palais Bourbon, Paris 7e, siège de l'Assemblée nationale. L'hôtel de Lassay, résidence du président de l'Assemblée nationale, est contigu au Palais Bourbon mais ne se visite guère.
- Hôtel des Invalides, Paris 7e
- Hôtel Matignon, Paris 7e, résidence officielle et bureau du chef du gouvernement depuis 1935.
- École militaire, Paris 7e
- Maison de l'UNESCO, Paris 7e
- Palais de l'Élysée, Paris 8e, résidence officielle et bureau du président de la République depuis 1878.
- Petit Palais,  Paris 8e, musée situé en face du Grand Palais.
- Grand Palais,  Paris 8e, musée situé en face du Petit Palais.
- Observatoire de Paris, Paris 14e
- Palais de Chaillot, Paris 16e

### Lieux de culte renommés
- Cathédrale Notre-Dame de Paris
- Sainte-Chapelle, Paris 1er

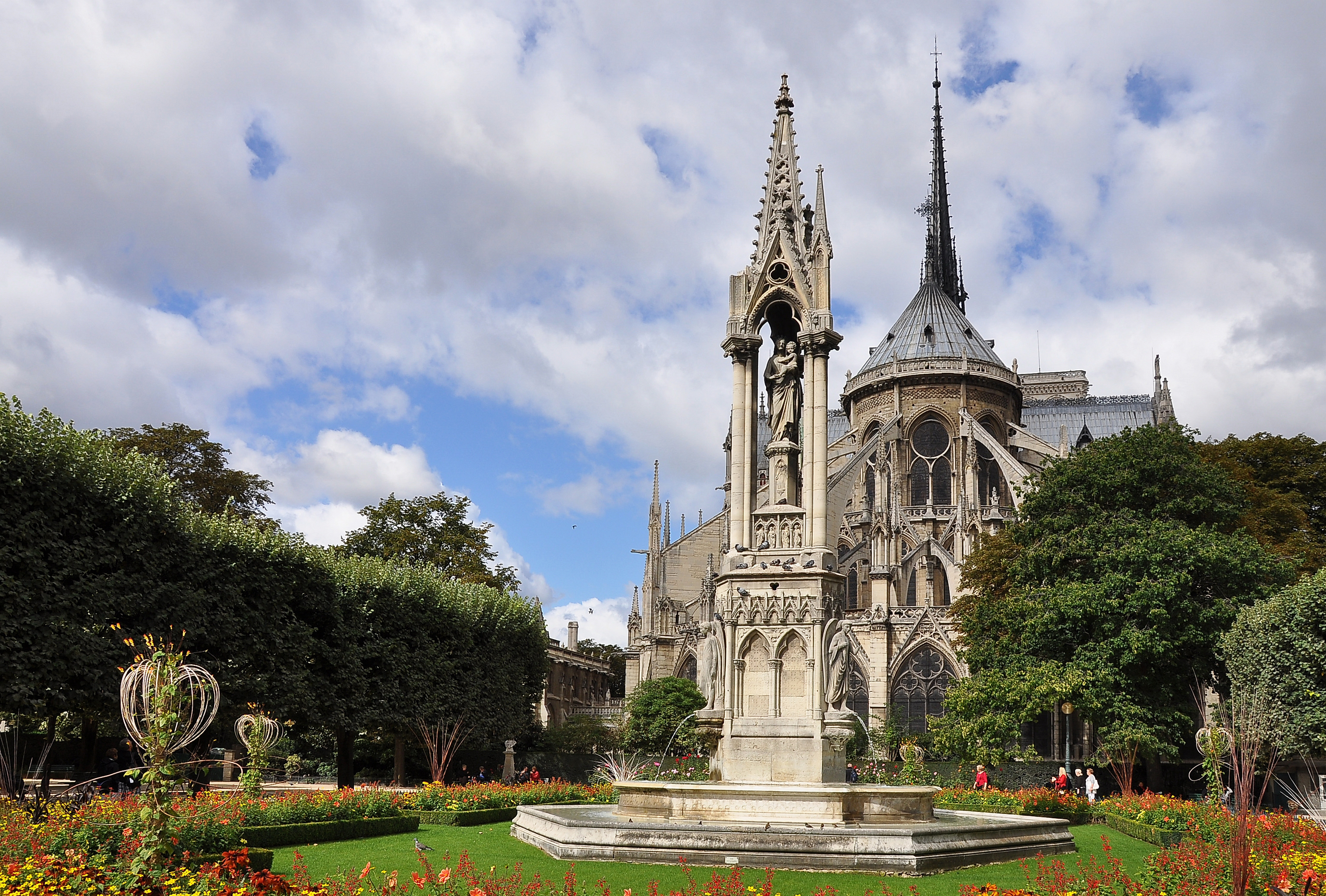
Cathédrale Notre-Dame de Paris

- Temple protestant de l'Oratoire du Louvre, Paris 1er
- Église Saint-Eustache, Paris 1er
- Église Saint-Germain-l'Auxerrois, Paris 1er
- Église Saint-Paul-Saint-Louis, Paris 4e
- Grande Mosquée de Paris, Paris 5e
- Église Saint-Séverin, Paris 5e
- Église Saint-Étienne-du-Mont, Paris 5e
- Église Saint-Sulpice, Paris 6e
- Église Saint-Germain-des-Prés, Paris 6e
- Basilique Sainte-Clotilde, Paris 7e
- Cathédrale orthodoxe russe de la Sainte-Trinité, Paris 7e
- Église Saint-Louis-des-Invalides, connue pour être le dôme des Invalides, Paris 7e
- Cathédrale américaine de la Sainte-Trinité, Paris 8e
- Église de la Madeleine, Paris 8e
- Basilique du Sacré-Cœur de Montmartre, Paris 18e

### Bâtiments scolaires et universitaires classés
- Collège Stanislas
- Lycée Camille-Sée
- Lycée Chaptal
- Lycée Condorcet
- Lycée Henri-IV
- Sorbonne

### Bibliothèques
- Bibliothèque nationale de France - François Mitterrand, Paris 13e
- Bibliothèque nationale de France - Richelieu, Paris 2e
- Bibliothèque Sainte-Geneviève

### Vestiges gallo-romains
- Arènes de Lutèce, Paris 5e - Vestiges de la période gallo-romaine
- Thermes de Cluny, Paris 5e

### Tours
- Tour Jean-sans-Peur, Paris 2e
- Tour Saint-Jacques, Paris 4e
- Tour Clovis (Lycée Henri-IV), Paris 5e
- Tour Jussieu (Université Paris VI), Paris 5e
- Tour Eiffel, Paris 7e
- Tour Montparnasse, Paris 15e
- Hôtel Hyatt Regency Paris Étoile (anciennement hôtel Concorde La Fayette), Paris 17e

### Gares (Train)
- Gare d'Austerlitz, Paris 13e
- Gare de Bercy, Paris 12e
- Gare de l'Est, Paris 10e
- Gare de Lyon, Paris 12e
- Gare Montparnasse, Paris 15e
- Gare du Nord, Paris 10e
- Gare Saint-Lazare, Paris 8e

### Ponts célèbres
- Pont Alexandre-III
- Pont des Arts
- Pont de Bir-Hakeim
- Pont Charles-de-Gaulle
- Pont de la Concorde
- Pont Mirabeau
- Pont Neuf
- Pont Royal
- Pont de Sully
- Pont de l'Alma

## Sites renommés
- Avenue des Champs-Élysées, Paris 8e
- Avenue Montaigne, Paris 8e
- Boulevard Saint-Germain, Paris 5e 6e et 7e
- Boulevard Haussmann, Paris 8e et 9e
- Bouquinistes de Paris, Quais de Seine
- Canal Saint-Martin, Paris 10e
- Catacombes de Paris, Paris 14e
- Égouts de Paris
- Hippodrome d'Auteuil, Paris 16e
- Hippodrome de Longchamp, Paris 16e
- Hippodrome de Vincennes, Paris 12e
- Île de la Cité, Paris 1err et 4e
- Île Saint-Louis, Paris 4e
- Place de la Bastille, Paris 4e, 11e et 12e
- Place Dauphine, Paris 1er
- Place de l'Hôtel-de-Ville, Paris 1er
- Place de l'Opéra, Paris 9e
- Place de la Nation, Paris 11e
- Place du Palais-Royal, Paris 1er
- Place de la République, Paris 3e, 10e et 11e
- Place du Tertre, Paris 18e
- Place Vendôme, Paris 1er
- Place des Victoires, Paris 1er et 2e
- Place des Vosges, Paris 4e
- Quartier des Halles, Paris 1er
- Quartier latin, Paris 5e et 6e
- Quartier du Marais, Paris 3e et 4e
- Quartier de Beaugrenelle, Front-de-Seine
- Quartier Montmartre, Paris 18e
- Quartier Pigalle, Paris 9e et 18e
- Quartier du Sentier, Paris 2e
- Rue du Faubourg-Saint-Honoré, Paris 8e
- Rue de la Paix, Paris 1er et  2e
- Rue de Rivoli, Paris 1er et 4e
- Rue des Rosiers (Pletzl), Paris 4e

### Cimetières célèbres
- Cimetière de Montmartre, Paris 18e
- Cimetière du Montparnasse, Paris 14e
- Cimetière de Passy, Paris 16e
- Cimetière du Père-Lachaise, Paris 20e

### Parcs et jardins
- Bois de Boulogne, Paris 16e
- Bois de Vincennes, Paris 12e
  - Parc zoologique de Paris
  - Ferme Georges-Ville (Ferme de Paris)
- Jardin d'acclimatation, Paris 16e
- Jardin Atlantique, Paris 15e
- Jardin du Bassin de l'Arsenal, Paris 12e
- Jardin du Champ-de-Mars, Paris 7e
- Jardins des Champs-Élysées, Paris 8e
- Jardin des Halles, Paris 1er
  - Jardin d'enfants des Halles
- Jardin du Luxembourg, Paris 6e
- Jardin du Palais-Royal (Voir article : Palais-Royal), Paris 1er
- Jardin des plantes, Paris 5e
  - Ménagerie du Jardin des plantes
- Jardin des serres d'Auteuil, Paris 16e
- Jardin des Tuileries et du Carrousel, Paris 1er
- Parc André-Citroën, Paris 15e
- Parc de Bagatelle, Paris 16e
- Parc de Belleville, Paris 20e
- Parc de Bercy, Paris 12e
- Parc des Buttes-Chaumont, Paris 19e
- Parc Clichy-Batignolles - Martin Luther King, Paris 17e
- Parc floral de Paris, Paris 12e
- Parc Georges-Brassens, Paris 15e
- Parc Monceau, Paris 8e
- Parc Montsouris, Paris 14e
- Parc de la Villette, Paris 19e
- Île aux Cygnes, Paris 15e

## Salles de spectacles et de divertissements

### Cinémas exceptionnels
- Forum des images, Paris 1er
- Kinopanorama, Paris 15e (fermé)
- La Géode, Paris 19e
- Le Grand Rex, Paris 2e
- Paris-Story, Paris 9e
- La Pagode, Paris 7e

### Salles de spectacle
- Le Bataclan, Paris 11e
- La Cité de la musique, Paris 19e
- L'Opéra-Comique, Paris 2e
- L'Opéra Garnier ou Palais Garnier, Paris 9e
- L'Opéra de la Bastille, Paris 12e
- Le Palais des Glaces
- La Péniche-Opéra
- Le Zénith de Paris, Paris 19e
- La Salle Pleyel, Paris 8e
- Le Théâtre des Champs-Élysées, Paris 8e
- L'Olympia, Paris 9e
- Bercy Arena, Paris 12e

### Cabarets-dîners-spectacles
- La Belle Époque New Look, Paris 2e
- Paradis latin, Paris 5e
- Le Crazy Horse, Paris 8e
- Lido de Paris, Paris 8e
- L'Abbé Constantin, Paris 9e
- Carrousel de Paris, Paris 9e
- Folies Bergère, Paris 9e
- Chez Michou, Paris 18e
- Moulin rouge, Paris 18e

### Cirques
- Cirque Arlette Gruss, de fin octobre à février, au Bois de Boulogne, Paris 16e
- Cirque Diana Moreno Bormann, au Jardin d'acclimatation, Paris 16e
- Cirque d'Hiver, Paris 11e

## Architecture moderne et contemporaine (XXeetXXIesiècles)
- Théâtre des Champs-Élysées, (1913), Auguste Perret, Paris 8e
- Salle Pleyel, (1927), Jacques Marcel Auburtin, André Granet et Jean-Baptiste Mathon, Paris 8e
- La façade donnant sur la Seine du magasin 2 de La Samaritaine, Frantz Jourdain et plus particulièrement Henri Sauvage, (1928), Paris 1er
- Cité internationale universitaire de Paris , Fondation Suisse, (1930), Le Corbusier et Maison du Brésil, (1954), Le Corbusier et Lúcio Costa[1]
- Palais de la Porte Dorée, (1931), Albert Laprade, Paris 12e[2]
- Maison et atelier du maître-verrier Barillet, Robert Mallet-Stevens[3], (1932), Paris 15e
- Palais de Chaillot, (1937), Jacques Carlu, Louis-Hippolyte Boileau et Léon Azéma, Paris 16e
- Palais d'Iéna, (1937), Auguste Perret,  Paris 16e
- Palais de Tokyo, (1937), architectes: Jean-Claude Dondel, André Aubert, Paul Viard et Marcel Dastugue, bas reliefs: Alfred Janniot, statue représentant « La France »: Antoine Bourdelle, Paris 16e
- Maison de l'Unesco, (1958) architectes: français Bernard Zehrfuss, américain Marcel Breuer, et italien Pier Luigi Nervi. Leurs plans ont par ailleurs été validés par un comité international de cinq architectes : Lucio Costa (Brésil), Walter Gropius (États-Unis), Le Corbusier (France), Sven Markelius (Suède) et Ernesto Nathan Rogers, (Italie), avec la collaboration de Eero Saarinen (Finlande). Paris 7e[4]
- Siège du Parti  communiste français, Oscar Niemeyer, (1965-1980), Paris 19e
- Front de Seine, (années 1970) et Centre commercial Beaugrenelle, Valode et Pistre, (2013) pour ce dernier, Paris 15e
- Tour Montparnasse, architectes Jean Saubot, Eugène Beaudouin, Urbain Cassan et Louis de Hoÿm de Marien, (1973), Paris 15e
- Centre national d'art et de culture Georges-Pompidou, Renzo Piano, Richard Rogers, Gianfranco Franchini, (1977), Paris 1er
- Bercy Arena, équipe Andrault-Parat, Jean Prouvé, Guvan, (1984), Paris 12e.
- Échelles du Baroque, Ricardo Bofill, (1985), Paris 14e
- La Géode, architectes Adrien Fainsilber et Gérard Chamayou, (1985), Paris 19e
- Église Notre-Dame-de-l'Arche-d'Alliance, Architecture-Studio, (1986), Paris 15e
- Institut du monde arabe, (1987) Jean Nouvel[5], Paris 5e
- Ministère de l'Économie et des Finances (France), (1989), Paris 12e.
- Pyramide du Louvre, Ieoh Ming Pei, (1989), Paris 1er
- Opéra Bastille, Carlos Ott, (1989), Paris 11e
- La Défense, quartier d'affaires de Paris, Arche de la Défense, Johan Otto von Spreckelsen et Erik Reitzel, (1989)
- Parc André-Citroën, paysagistes Gilles Clément, Allain Provost, architectes Patrick Berger, Jean-François Jodry et Jean-Paul Viguier. (1992)[6], Paris 15e
- Ancien siège de Canal+, (1992), Richard Meier[7], Paris 15e
- Habillage du Ministère de la Culture (France)[8], Paris 1er
- Cinémathèque française, (1993), Frank Gehry, Paris 12e.
- Fondation Cartier pour l'art contemporain, Jean Nouvel, (1994), Paris 14e
- Bibliothèque nationale de France,  Dominique Perrault, (1995), Paris 13e
- Musée du quai Branly, Jean Nouvel, (2006), Paris 7e
- Les Docks, cité de la mode et du design, Jakob + Macfarlane, (2008), Paris 13e
- Fondation d'entreprise Louis-Vuitton, Frank Gehry, (2014), Paris 16e[9]
- Philharmonie de Paris, Jean Nouvel, (2015), Paris 19e
- La Canopée, Patrick Berger et Jacques Anziutti, (2016), Paris 1er

## Shopping àParis

### Grands magasins
- La Samaritaine, Paris 1er
- Le BHV Marais (anciennement Bazar de l'Hôtel de Ville), Paris 4e
- Bon Marché Rive gauche, Paris 7e
- Galeries Lafayette Haussmann, Paris 9e
- Printemps Haussmann, Paris 9e
- Printemps, Paris 20e

### Centres commerciaux
- Forum des Halles, Paris 1er
- Carrousel du Louvre, Paris 1er
- Trois Quartiers La Madeleine, Paris 1er
- Marché Saint-Germain, Paris 6e
- Galeries marchandes des Champs-Élysées, Paris 8e
- Passage du Havre, Paris 9e
- Italie 2, Paris 13e
- Centre commercial Tour Maine-Montparnasse, Paris 15e
- Centre commercial Beaugrenelle, 15e
- Boutiques du Palais des Congrès, Paris 17e

### Galeries et passages couverts
- Galerie Colbert (1826), Paris 2e
- Galerie de la Madeleine (1845), Paris 8e
- Galerie Véro-Dodat (1826), Paris 1er
- Galerie Vivienne (1823), Paris 2e
- Passage Choiseul (1827), Paris 2e
- Passage du Grand-Cerf (1825), Paris 4e
- Passage de l'Industrie (1827), Paris 10e
- Passage Jouffroy (1845), Paris 2e
- Passage des Panoramas (1800) dont la boutique Stern, Paris 2e
- Passage des Pavillons (1784), Paris 1er
- Passage Verdeau (1847), Paris 9e
- Passage de La Canopée (2016), Paris 2e

### Rues très commerçantes
- Avenue des Champs-Élysées
- Boulevard Haussmann
- Rue de Rivoli
- Place Vendôme
- Rue du Faubourg Saint-Honoré
- Rue de Rennes

### Antiquités
- Carré Rive gauche, Paris 7e
- Louvre des antiquaires, Paris 1er
- Village Saint-Paul, Paris 4e
- Village suisse, Paris 15e
- Viaduc des Arts
- Hôtel Drouot, Paris 9e